# Hain-Segge
Die Hain-Segge (Carex otrubae), auch als Falsche Fuchs-Segge bezeichnet, ist eine Pflanzenart aus der Gattung Seggen (Carex) innerhalb der Familie der Sauergrasgewächse (Cyperaceae). 

## Beschreibung

### Vegetative Merkmale
Die Hain-Segge wächst als ausdauernde krautige Pflanze und erreicht meist Wuchshöhen von 30 bis 70, selten bis zu 130 Zentimetern. Sie besitzt keine Ausläufer und bildet mittelgroße, dichte Horste. Der steif aufrechte Halm ist bei einer Breite von 2 bis 3 Millimetern, im oberen Bereich 2,5 bis 4 Millimetern, dreikantig und nicht oder nur schwach geflügelt.
Die gelb-grünen, schlaffen Laubblätter haben eine Breite von (4 bis) 5 bis 8 Millimeter. Der Bogen des Blatthäutchenansatzes ist deutlich höher als breit und mehr oder weniger spitz ausgeformt. Der Bogen ist insgesamt 10 bis 17 Millimeter hoch. Die Fruchtschläuche sind hellbraun und allmählich in den Schnabel zugespitzt.

### Generative Merkmale
Die Blütezeit liegt vorwiegend in den Monaten Mai und Juni, seltener auch bis Oktober. Der Blütenstand enthält meist fünf bis zehn, selten zahlreiche Ährchen, die sich auf eine Länge von 4 bis 10 Zentimeter am Halm verteilen und meist nicht sehr dicht stehen, die untersten sind häufig etwas abgerückt. Alle unteren Ährchen sind weiblich und die oberen männlich. Die Ährchen sind anfangs grün, später gelb-braun bis braun. Die Hüllblätter sind oft länger als der Blütenstand. Das unterste Hochblatt ist bei einer Länge von 2 bis 10 Zentimetern fadenförmig, Die Deckspelzen sind gelb-grün bis hell-braun, mit grannigem oberen Ende. Es sind zwei Narben vorhanden.
Die glatten und glänzenden, grünlichen bis hellbraunen Fruchtschläuche sind 5 bis 6 Millimeter lang sowie etwa 2,5 Millimeter breit, beiderseits deutlich längsnervig und in den etwa 5 Millimeter langen Schnabel verschmälert, der auf beiden Seiten gleich tief gespalten ist.
Die Chromosomenzahl beträgt 2n = 58 oder 60.

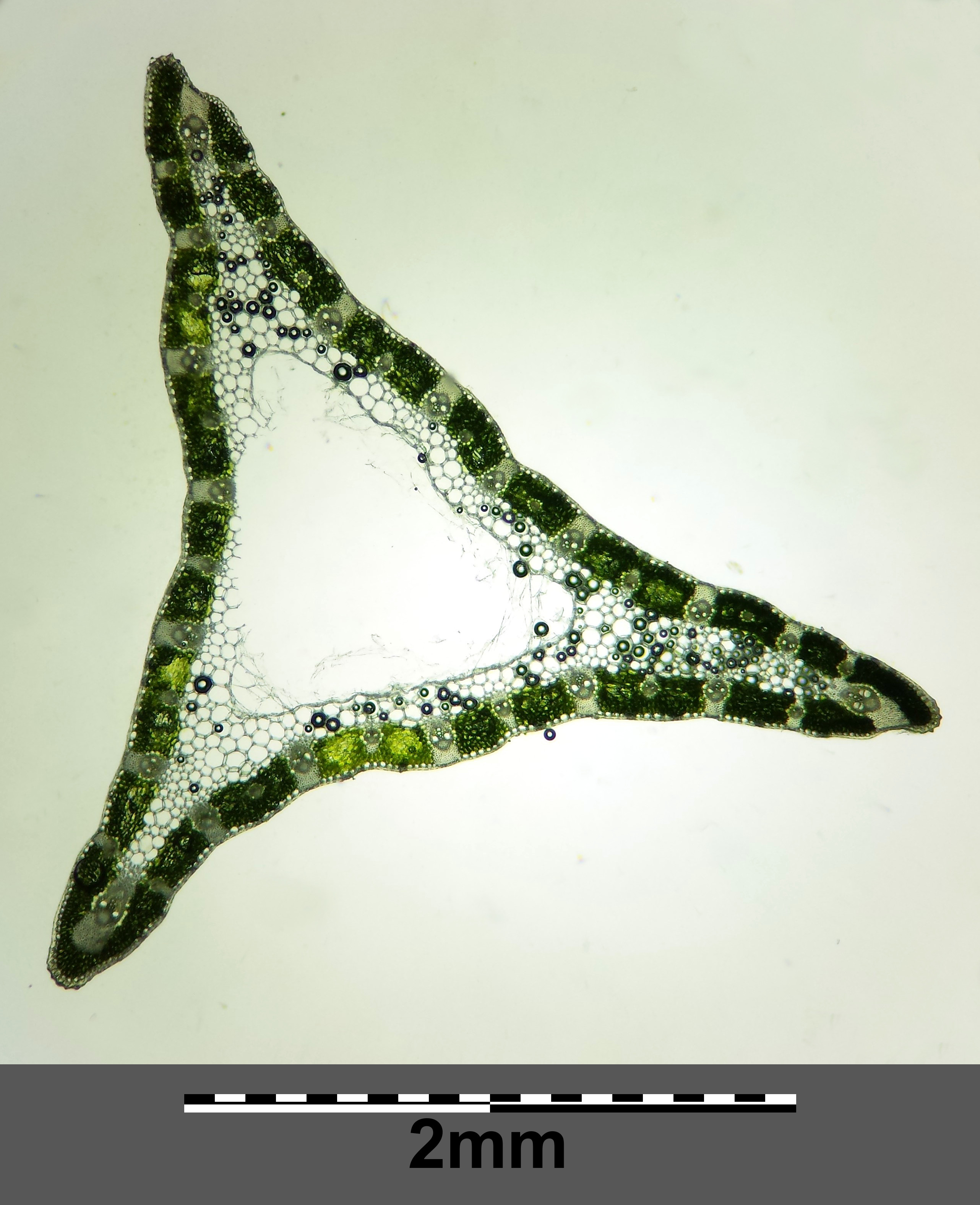
Stängelquerschnitt
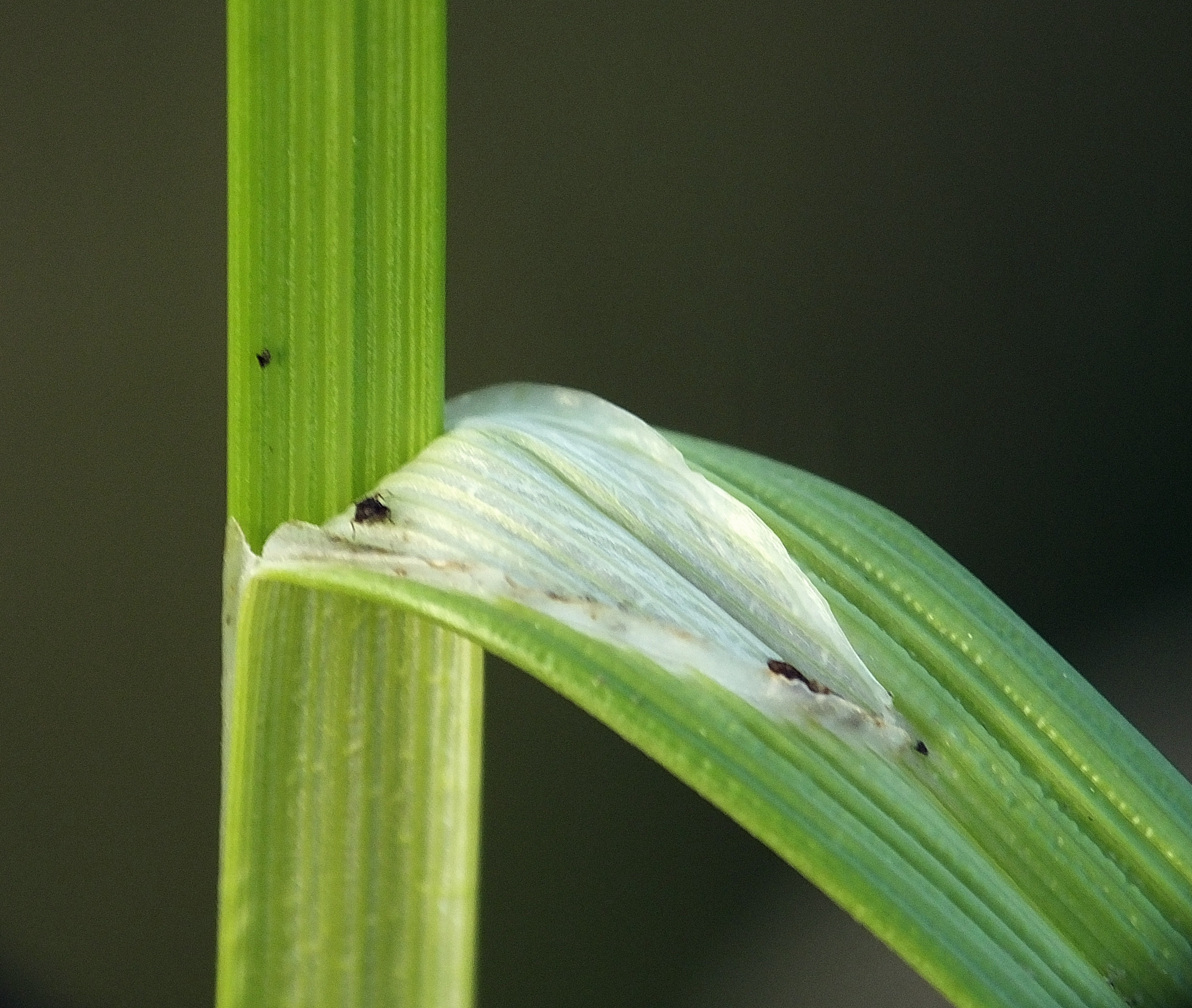
Detailausschnitt mit Blatthäutchen
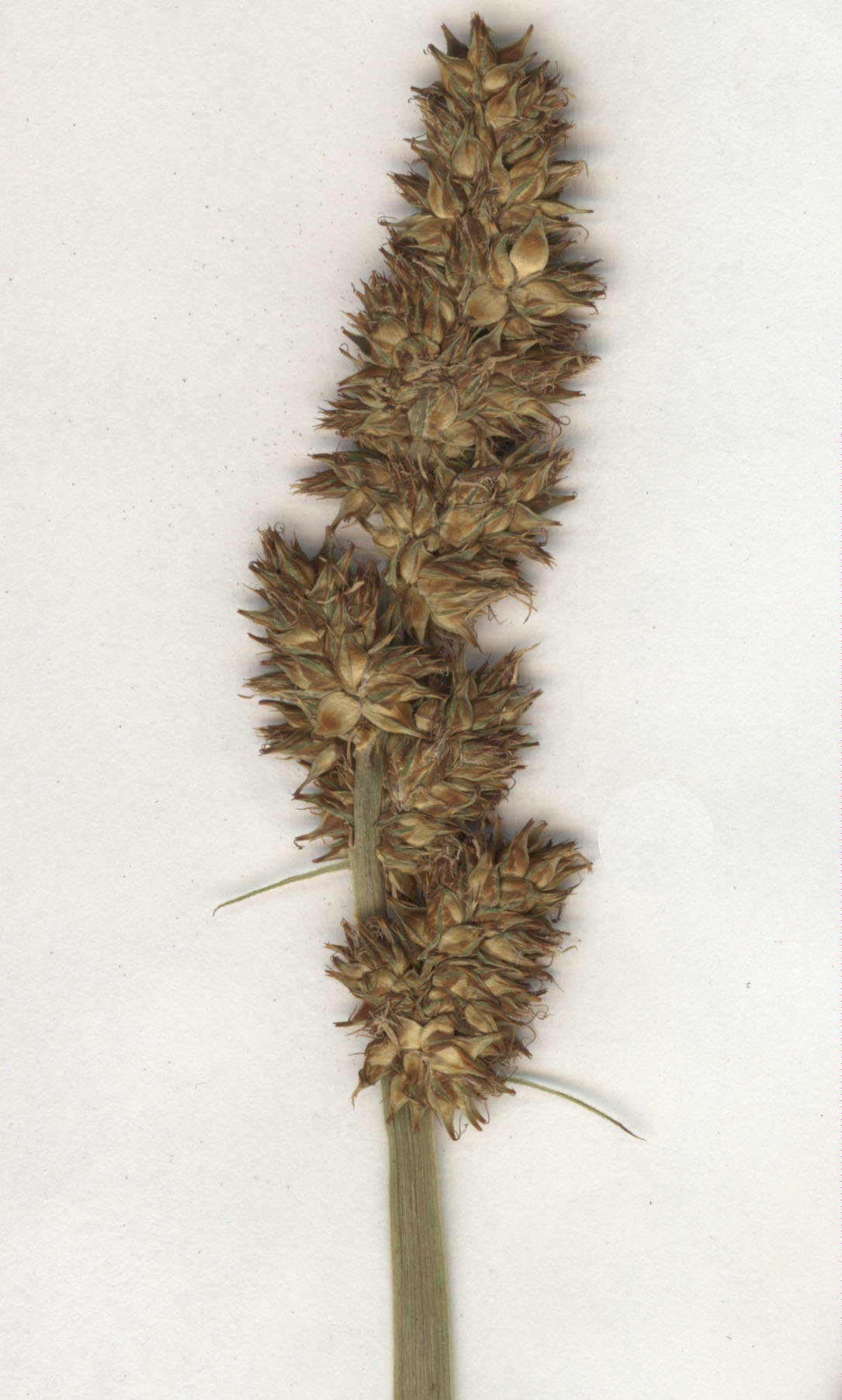
Fruchtstand
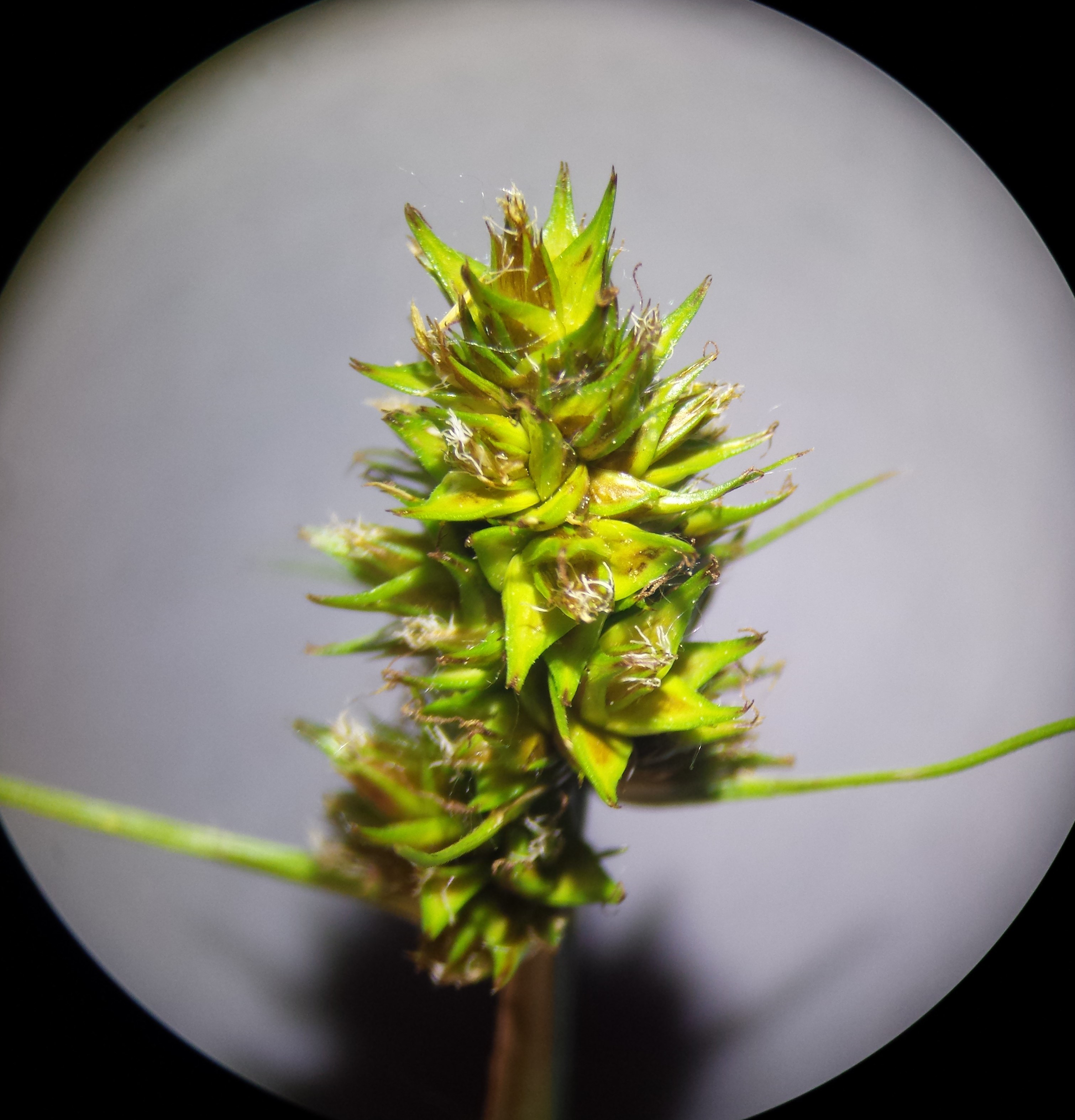
Fruchtstand
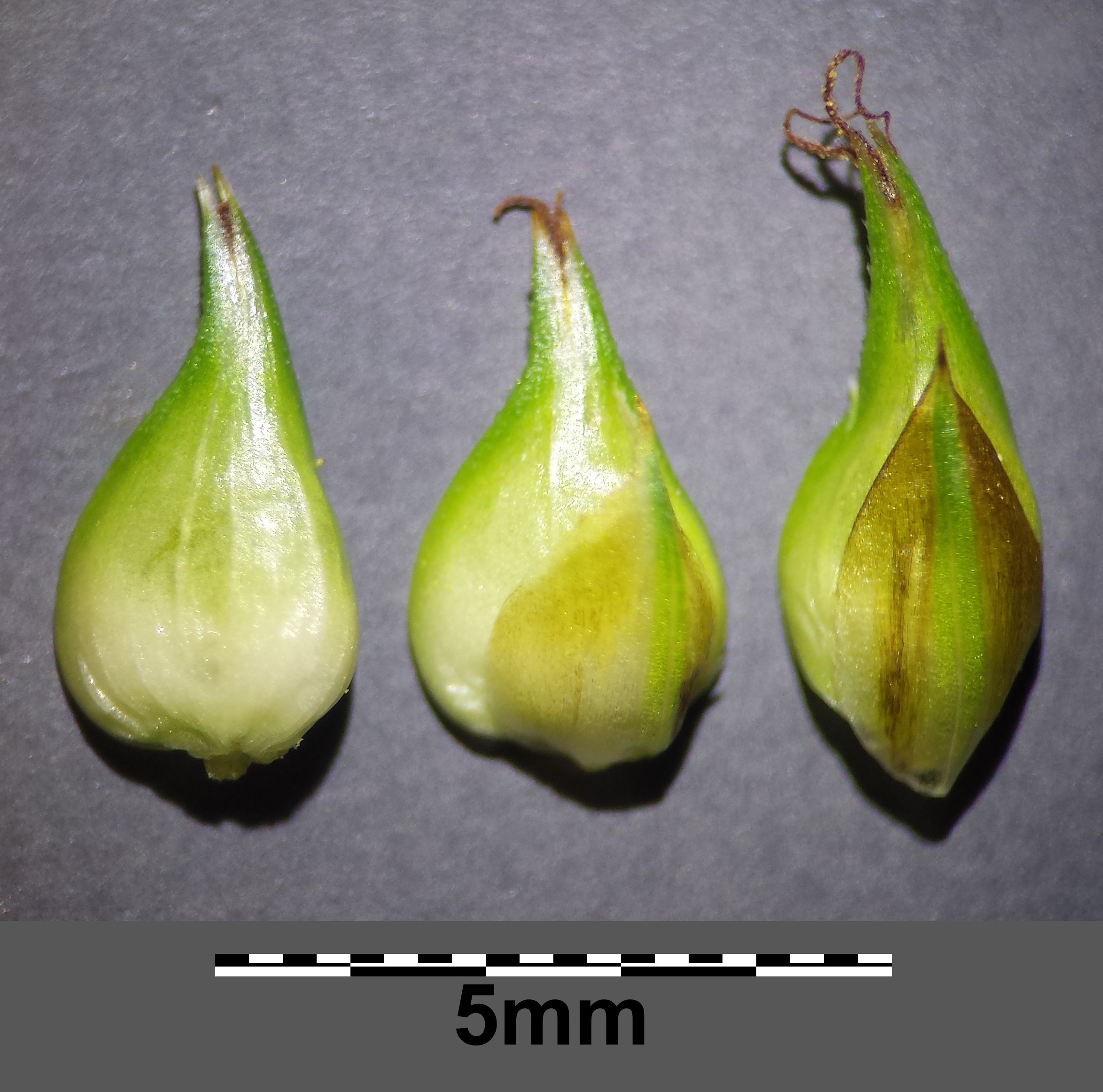
Schläuche mit Deckblättern

### Ähnliche Arten
Von der sehr ähnlichen Fuchs-Segge (Carex vulpina) unterscheidet sich die Hain-Segge unter anderem durch den wesentlich spitzwinkligeren Blatthäutchenbogen und den schwächer geflügelten Stängel. Meist bleibt sie auch kleiner als die Fuchs-Segge. In Mitteleuropa ist die Hain-Segge häufiger als die Fuchs-Segge.

## Vorkommen
Das Verbreitungsgebiet der Hain-Segge umfasst Makaronesien, Europa und reicht vom Mittelmeerraum mit Nordafrika bis Pakistan und Xinjiang. Sie ist ein eurasisch-subozeanisches Florenelement. Sie kommt in Europa in fast allen Ländern vor und fehlt nur in Island, Bosnien-Herzegowina und Nordmazedonien. In Deutschland, Österreich und der Schweiz kommt die Hain-Segge zerstreut vor.
Carex otrubae wächst in Auenwäldern, auf Wiesen und in Gräben. Sie bevorzugt feuchte bis nasse, nährstoffreiche, lehmige bis tonige Böden. In Mitteleuropa gedeiht sie vor allem in Pflanzengesellschaften der Verbände Alno-Ulmion, Magnocaricion oder Agropyro-Rumicion. Sie steigt in Baden-Württemberg auf der Schwäbischen Alb bis zu einer Höhenlage von 800 Meter auf.
Die ökologischen Zeigerwerte nach Landolt et al. 2010 sind in der Schweiz: Feuchtezahl F = 4w+ (sehr feucht aber stark wechselnd), Lichtzahl L = 3 (halbschattig), Reaktionszahl R = 4 (neutral bis basisch), Temperaturzahl T = 4 (kollin), Nährstoffzahl N = 3 (mäßig nährstoffarm bis mäßig nährstoffreich), Kontinentalitätszahl K = 2 (subozeanisch), Salztoleranz = 1 (tolerant).

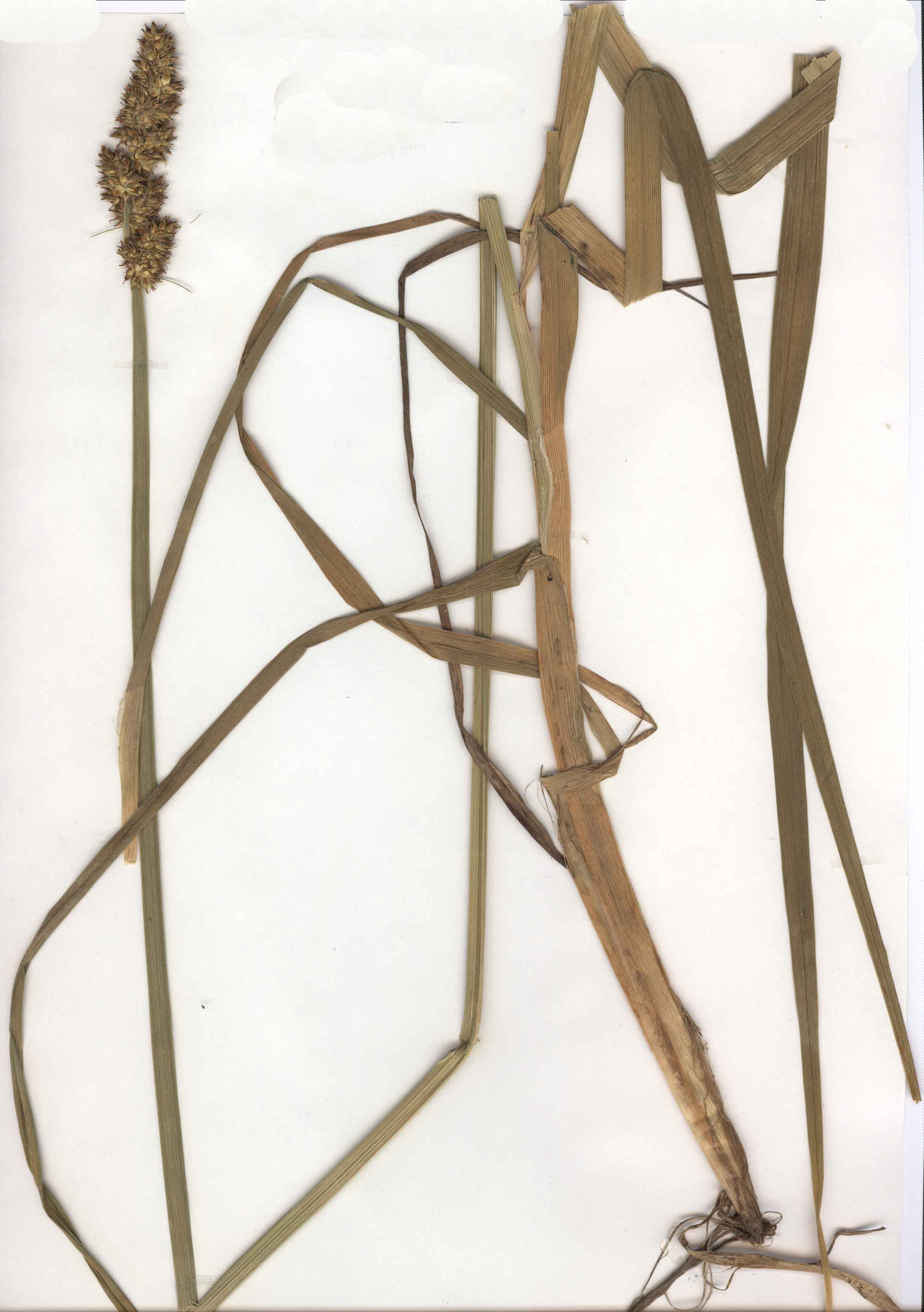
Herbarbeleg

## Taxonomie
Die Erstbeschreibung erfolgte 1862 als Varietät Carex nemorosa var. cuprina durch János A. Heuffel in Linnaea, Band 31, Seite 662. Er schrieb den Namen aber Sándor zu. Die Hain-Segge wurde 1922 durch Josef Podpěra in Spisy Vydávané Přírodovĕdeckou Fakultou Masarykovy University, Band 12, Seite 15 als Carex otrubae neu beschrieben. 
Das Epitheton "otrubae" ehrt J.Otruba aus Olmütz. Manche Autoren verwenden Carex cuprina (Sándor ex Heuff.) T.Nendtv. ex A.Kern. als akzeptierten Namen. Diese Kombination hatte Anton Joseph Kerner 1863 in Verhandlungen der Kaiserlich-Koniglichen Zoologisch-Botanischen Gesellschaft in Wien, Band 13, Seite 566 aufgestellt. Er schrieb diese Kombination aber Tamás Nendtvich zu. Weitere Synonyme für Carex otrubae Podp. sind: Vignea otrubae (Podp.) Soják, Vignea nemorosa (DC.) Rchb., Carex cuprina var. subcontigua (Kük.) De Langhe & Lambinon, Carex lamprophysa Sam. ex Nordh., Carex nemorosa Rebent. sensu auct., Carex otrubae var. subcontigua (Kük.) De Langhe & J.Duvign., Carex subvulpina Senay, Carex subvulpina var. subcontigua (Kük.) Senay, Carex vulpina subsp. nemorosa (Rebent.) Blytt, Carex vulpina var. nemorosa (Rebent.) Rchb., Carex vulpina subsp. nemorosa (DC.) K.Richt., Carex vulpina var. nemorosa DC., Carex vulpina var. subcontigua Kük.